# Tarui
Tarui (垂井町, Tarui-chō) est un bourg situé dans le district de Fuwa, dans la préfecture de Gifu, au Japon.

## Géographie

### Démographie
En 2014, le bourg de Tarui avait une population de 28 070 habitants répartis sur une superficie de 57,14 km2 (densité de population de 491 hab./km2).